# 汤古镇
汤古乡，是中华人民共和国四川省甘孜藏族自治州九龙县下辖的一个乡镇级行政单位。2019年12月，撤乡改镇，汤古镇人民政府驻汤古村1组63号。

## 行政区划
汤古乡下辖以下地区：
汤古村、崩崩冲村和五须海村。